# Hubert Curien
Hubert Curien (ur. 30 października 1924 w Satifie, zm. 6 lutego 2005 w Loury) – francuski naukowiec, fizyk i nauczyciel akademicki, prezes Europejskiej Agencji Kosmicznej, minister nauki w kilku gabinetach.

## Życiorys
Kształcił się w paryskim Lycée Saint-Louis. W 1944 zaangażował się w działalność francuskiego ruchu oporu. Po II wojnie światowej ukończył fizykę w École Normale Supérieure w Paryżu. Pracował jako naukowiec i wykładowca na Uniwersytecie Paryskim oraz na Université Pierre-et-Marie-Curie. W pracy badawczej specjalizował się w zagadnieniach z zakresu krystalografii.
W 1966 dołączył do Centre national de la recherche scientifique jako dyrektor do spraw naukowych. Od 1969 do 1973 pełnił funkcję dyrektora generalnego CNRS, a następnie do 1976 dyrektora generalnego do spraw nauki i techniki w tej instytucji. W latach 1976–1984 kierował CNES, francuską instytucją rządową odpowiedzialną za rozwój badań kosmicznych. W okresie jego urzędowania miał miejsce m.in. start pierwszej rakiety Ariane. Należał do inicjatorów powołania Europejskiej Fundacji Naukowej, którą kierował od 1979. W pierwszej połowie lat 80. pełnił również funkcję prezesa Europejskiej Agencji Kosmicznej.
Od lipca 1984 do marca 1986 sprawował urząd ministra badań naukowych w rządzie Laurenta Fabiusa. Ponownie zajmował to stanowisko od maja 1988 do marca 1993 w gabinetach, którymi kierowali Michel Rocard, Édith Cresson i Pierre Bérégovoy.
W latach 1994–1996 stał na czele rady Europejskiej Organizacji Badań Jądrowych (CERN). Od 1998 do 2000 kierował Fondation de France. Od 1993 członek Francuskiej Akademii Nauk, w latach 2001–2003 pełnił funkcję jej prezesa. W latach 1994–1997 był prezesem Academia Europaea.
Odznaczony m.in. Legią Honorową II klasy oraz Orderem Narodowym Zasługi III klasy.